# Jens Fiedler
Jens Fiedler (Dohna, 15 februari 1970) is een Duits voormalig baanwielrenner, gespecialiseerd in de sprintonderdelen. Hij won in 1988 het wereldkampioenschap sprint voor junioren. In 1991 was Fiedler de laatste Wereldkampioen sprint bij de amateurs; vanaf 1992 werd er gereden in een gezamenlijke wedstrijd met profs en amateurs. Tijdens de Olympische Spelen van 1992 in Barcelona won Fiedler de olympische titel op de sprint. In 1996 wist hij zijn titel in Atlanta te prolongeren. Op de Olympische Spelen van 2000 in Sydney won Fiedler twee bronzen medailles: een op de keirin en een op de sprint. Op de laatste Spelen waar hij aan deelnam, won hij zijn derde olympische titel, ditmaal samen met Stefan Nimke en René Wolff op de teamsprint. Fiedler wist vier keer wereldkampioen te worden bij de Elite, in 1995 en 2003 op de teamsprint en in 1998 en 1999 op de keirin.
Fiedler nam op 1 februari 2005 tijdens de Zesdaagse van Berlijn afscheid van het Duitse publiek. Op 26 februari van dat jaar testte hij positief op amfetamine. Volgens Fiedler kwam dit door onachtzaamheid bij het innemen van medicijnen.

## Palmares
1988
- Wereldkampioenschap sprint, junioren

1991
- Duits kampioenschap sprint
- Wereldkampioenschap sprint, amateurs

1992
- Duits kampioenschap sprint
- Olympische Spelen sprint

1993
- Duits kampioenschap sprint

1994
- Duits kampioenschap sprint

1995
- Duits kampioenschap sprint
- Wereldkampioenschap teamsprint (met Michael Hübner en Jan Van Eijden)

1996
- Duits kampioenschap sprint
- Wereldkampioenschap teamsprint (met Sören Yves Lausberg en Michael Hübner)
- Olympische Spelen sprint

1997
- Europees kampioenschap omnium sprint
- Wereldkampioenschap sprint

1998
- Duits kampioenschap sprint
- Wereldkampioenschap keirin
- Wereldkampioenschap sprint

1999
- Duits kampioenschap sprint
- Wereldkampioenschap keirin
- Wereldkampioenschap sprint

2000
- Wereldkampioenschap keirin
- Olympische Spelen keirin
- Olympische Spelen sprint
- Duits kampioenschap sprint

2001
- Wereldkampioenschap keirin

2002
- Wereldkampioenschap teamsprint (met Carsten Bergemann en Sören Yves Lausberg)
- Duits kampioenschap sprint
- Duits kampioenschap keirin

2003
- Wereldkampioenschap teamsprint (met Carsten Bergemann en René Wolff)

2004
- Olympische Spelen teamsprint (met René Wolff en Stefan Nimke)

1896: Paul Masson ·
1900: Albert Taillandier ·
1920: Maurice Peeters ·
1924: Lucien Michard ·
1928: Roger Beaufrand ·
1932: Jacques van Egmond ·
1936: Toni Merkens ·
1948: Mario Ghella ·
1952: Enzo Sacchi ·
1956: Michel Rousseau ·
1960: Sante Gaiardoni ·
1964: Giovanni Pettenella ·
1968: Daniel Morelon ·
1972: Daniel Morelon ·
1976: Anton Tkáč ·
1980: Lutz Heßlich ·
1984: Mark Gorski ·
1988: Lutz Heßlich ·
1992: Jens Fiedler ·
1996: Jens Fiedler ·
2000: Marty Nothstein ·
2004: Ryan Bayley ·
2008: Chris Hoy · 
2012: Jason Kenny · 
2016: Jason Kenny · 
2020: Harrie Lavreysen · 
2024: Harrie Lavreysen
2000: Gané, Tournant, Rousseau ·
2004: Wolff, Nimke, Fiedler ·
2008: Staff, Kenny, Hoy ·
2012: Kenny, Hoy, Hindes ·
2016: Hindes, Kenny, Skinner ·
2020: Van den Berg, Büchli, Lavreysen, Hoogland
2024: Van den Berg, Lavreysen, Hoogland
- Gemeinsame Normdatei: 1217154361
- Virtual International Authority File: 4380160001839030300001